# Équipe d'Écosse de rugby à XV à la Coupe du monde 1999
L'équipe d'Écosse de rugby à XV à la Coupe du monde 1999 est éliminée en quart de finale par l'équipe de Nouvelle-Zélande.

## Liste des joueurs
Les joueurs suivants ont joué pendant cette coupe du monde 1999.

### Première ligne
- Tom Smith
- Gordon Bulloch
- George Graham
- Dave Hilton
- Paul Burnell
- Robbie Russell

### Deuxième ligne
- Scott Murray
- Stuart Grimes
- Doddie Weir

### Troisième ligne
- Martin Leslie
- Budge Pountney
- Peter Walton
- Gordon Simpson
- Cameron Mather

### Demi de mêlée
- Gary Armstrong  (capitaine)
- Bryan Redpath

### Demi d’ouverture
- Gregor Townsend
- Duncan Hodge

### Trois-quarts centre
- John Leslie
- Alan Tait
- James McLaren
- Jamie Mayer

### Trois-quarts aile
- Kenny Logan
- Cameron Murray
- Shaun Longstaff

### Arrière
- Glenn Metcalfe

## Statistiques

### Meilleur réalisateur écossais
- Kenny Logan : 51 points